# Tone, Ibaraki
Tone (利根町 Tone-machi) là thị trấn thuộc huyện Kitasōma, tỉnh Ibaraki, Nhật Bản. Tính đến ngày 1 tháng 10 năm 2020, dân số ước tính thị trấn là 15.340 người và mật độ dân số là 620 người/km2. Tổng diện tích thị trấn là 24,86 km2.

## Địa lý

### Đô thị lân cận
- Ibaraki
  - Ryūgasaki
  - Toride
  - Kawachi
- Chiba
  - Abiko
  - Inzai
  - Sakae